# Anastasia Carbonari
Anastasia Carbonari (Ancona, 11 september 1999) is een in Italië geboren wielrenster met de Letse nationaliteit. Ze rijdt anno 2025 bij BTC City Ljubljana Zhiraf Ambedo.

## Carrière
In 2022 nam Carbonari de nationaliteit aan van haar moeder die in de Letse hoofdstad Riga is geboren.
Samen met haar ploeg won ze in 2022 de ploegentijdrit in de Trofeo Ponente in Rosa. Ze werd nationaal kampioenschap op de weg in juni voor Dana Rožlapa. Enkele dagen eerder werd Carbonari derde in de tijdrit. In het jaar daarna werd ze eveneens nationaal kampioen op de weg en liet hier wederom Rožlapa achter zich. Haar vele aanvalspogingen en prestaties in 2023 zorgde ervoor dat ze in 2024 de overstap kon maken naar UAE Team ADQ.

## Overwinningen
2022
1e etappe Trofeo Ponente in Rosa (ploegentijdrit)
 Lets kampioen op de weg, elite
2023
 Lets kampioen op de weg, elite
2024
 Lets kampioen op de weg, elite

### Resultaten in voornaamste wedstrijden
|      | \| Jaar \| Parijs-Roubaix \| Amstel Gold Race \| Luik-Bast.‑Luik \| Waalse Pijl \| \| WK op de weg \| \| ---- \| -------------- \| ---------------- \| --------------- \| ----------- \| \| ------------ \| \| 2020 \| \| \| opgave \| buit.tijd \| \| \| \| 2021 \| \| \| \| \| \| \| \| 2022 \| \| 112e \| 70e \| 89e \| \| \| \| 2023 \| \| \| \| \| \| 39e \| \| 2024 \| 97e \| \| opgave \| \| \| 70e \| |                  |                 |             |  |              |
| Jaar | Parijs-Roubaix | Amstel Gold Race | Luik-Bast.‑Luik | Waalse Pijl |  | WK op de weg |
| 2020 | |                  | opgave          | buit.tijd   |  |              |
| 2021 | |                  |                 |             |  |              |
| 2022 | | 112e             | 70e             | 89e         |  |              |
| 2023 | |                  |                 |             |  | 39e          |
| 2024 | 97e |                  | opgave          |             |  | 70e          |

## Ploegen
- 2020 –  Aromitalia Vaiano
- 2021 –  Born To Win G20 Ambedo
- 2022 –  Valcar-Travel & Service
- 2023 –  UAE Development Team
- 2024 –  UAE Team ADQ
- 2025 –  BTC City Ljubljana Zhiraf Ambedo

al Sayegh · Amialiusik · Bertizzolo · Bujak · Carbonari · Consonni · Gasparrini · Gillespie (vanaf 9/6) · Harvey · Holden · Ivanchenko · Kumięga · Magnaldi · Neumanova · Persico · Swinkels · Włodarczyk
- Nationale Bibliotheek van Letland: 000350255